# 天野実業
天野実業株式会社（あまのじつぎょう）は、かつて存在した日本のフリーズドライ食品メーカー。広島県福山市に本店を置いていた。

## 概要
フリーズドライ食品の製造を主力分野としていた。以前はアサヒグループホールディングスの子会社だったが、2016年1月にグループ内の食品事業再編に伴い、2015年7月に設立されたアサヒグループ食品の製造子会社となった。2017年7月にアサヒグループ食品へ吸収合併され解散した。事業の名称及びフリーズドライ食品のブランド名としては「アマノフーズ」が存続している。
主力商品のフリーズドライ味噌汁は、米・麦・豆など種類が豊富であった。

## 沿革
1940年（昭和15年）12月に創業者・天野辰雄が染料・工業薬品の販売を始め、1947年（昭和22年）5月に天野実業株式会社を設立。

### 年表
- 1957年（昭和32年）11月 - 本社工場に噴霧乾燥機を設置、日本で初めてカラメルの粉末化に成功。
- 1967年（昭和42年）10月 - 岡山県浅口郡里庄町に工場完成。後に本社も移転している。
- 1983年（昭和58年）4月 - フリーズドライの味噌汁を開発、販売開始。
- 2008年（平成20年）6月 - アサヒビール株式会社と資本・業務提携。同社が80%の株式を60億円で取得。
- 2010年（平成22年）12月 - アサヒビールが残りの20%の株式も取得し、同社の完全子会社となる[1]。
- 2011年（平成23年）7月 - アサヒビールのグループ再編により、アサヒグループホールディングス株式会社（旧・アサヒビール株式会社から商号変更）の事業子会社となる。
- 2013年（平成25年）3月 - アサヒビール出身の兼光宏美が代表取締役社長に就任。
- 2015年（平成27年）7月 - アサヒフードアンドヘルスケア及び和光堂との共同株式移転により、アサヒグループホールディングスの子会社としてアサヒグループ食品を設立。
- 2016年（平成28年）1月 - 営業・マーケティング・研究開発・SCM・管理などの各部門の機能をアサヒグループ食品へ移管し、同社の製造子会社となる。
- 2017年（平成29年）7月 - アサヒフードアンドヘルスケア及び和光堂とともにアサヒグループ食品に吸収合併[2]。

## 事業所

### 本店
- 広島県福山市道三町9番10号

### 支社・工場
- 里庄第一工場・R&Dセンター・西日本支社 （岡山県浅口郡里庄町里見）
- 里庄第二工場 （岡山県浅口郡里庄町里見）
- 東日本支社 （東京都千代田区神田淡路町）
- 近畿中部支社 （大阪府吹田市江坂町一丁目）

### アンテナショップ
- アマノ フリーズドライステーション
  - 東京店 （東京都千代田区丸の内二丁目 JPタワー KITTE内） …… 2013年（平成25年）開業[3]。
  - 福山店 （広島県福山市道三町 本社内1階） …… 2015年（平成27年）3月13日開業[3][4]。

## 主な商品
- フリーズドライの即席味噌汁
  - 味わうおみそ汁
  - いつものおみそ汁
  - 減塩いつものおみそ汁
  - うちのおみそ汁
  - おかずになる具だくさん汁
  - みそ汁里自慢
  - 無添加みそ汁
  - 国産野菜のおみそ汁
  - 金のだし
- おこげのスープシリーズ
- おかゆ
- 甘酒
- インスタントラーメンのスープ・具材

## テレビ放送
- 2012年、サイエンスチャンネルのテレビ番組、THE MAKING「フリーズドライ味噌汁ができるまで」に協力した[5]。
- TBS系列 『世界が知りたいニッポンの技〜美と食の匠たち…ひろしま篇』 （2014年2月2日放送、中国放送制作） において永井一郎（1931年 - 2014年）のナレーションで紹介された。